# Tchaourou
Tchaourou is een van de 77 gemeenten (communes) in Benin. De gemeente ligt in het het zuiden van het departement Borgou en heeft een oppervlakte van 7.256 km². Hiermee is het de grootste gemeente van het departement en van het land. In 2013 telde Tchaourou 223.138 inwoners. De gemeente is opgedeeld in zeven arrondissementen:
- Alafiarou
- Bétérou
- Goro
- Kika
- Sanson
- Tchaourou
- Tchatchou

De autoweg RNIE2 loopt van zuid naar noord door de gemeente. Ook is er een weg (RN05) van Bétérou over Tchaourou naar de grensovergang met Nigeria.
De Ouémé in het westen en de Okpara stromen van noord naar zuid door de gemeente. Die laatste rivier vormt de grens met Nigeria.

## Bevolking
In 2013 telde Tchaourou 223.138 inwoners. In 2002 waren dit 106.852 inwoners. Het arrondissement Tchaourou of arrondissement central telde in 2016 43.862 inwoners.
De bevolking is divers en behoort tot de Bariba, Fulbe, Yoruba-Nago, Yom Lokpa, Ottamari, Adja en Fon.
Opm: Bevolkingscijfers in duizendtallen
Bron: Tchaourou Commune in Benin; 1979-2013: volkstellingen
Bron: Institut National de la Statistique Benin; 2013: volkstelling

## Geschiedenis
De Franse verovering van Borgoe en het noorden van Dahomey (Benin) begon in 1894 met de oprichting van de militaire post van Carnotville door luitenant-gouverneur Victor Ballot. Deze post was gelegen op een goed verdedigbare heuvel en diende als basis voor de onderwerping van de Bariba-koninkrijken. De post van Carnotville, gelegen in het arrondissement Alafiarou, werd verlaten na de onafhankelijkheid. In de koloniale tijd werd Tchaourou een kanton van de cercle Savalou.

## Geboren
- Yayi Boni (1952), president van Benin (2006-2016)

## Afbeeldingen

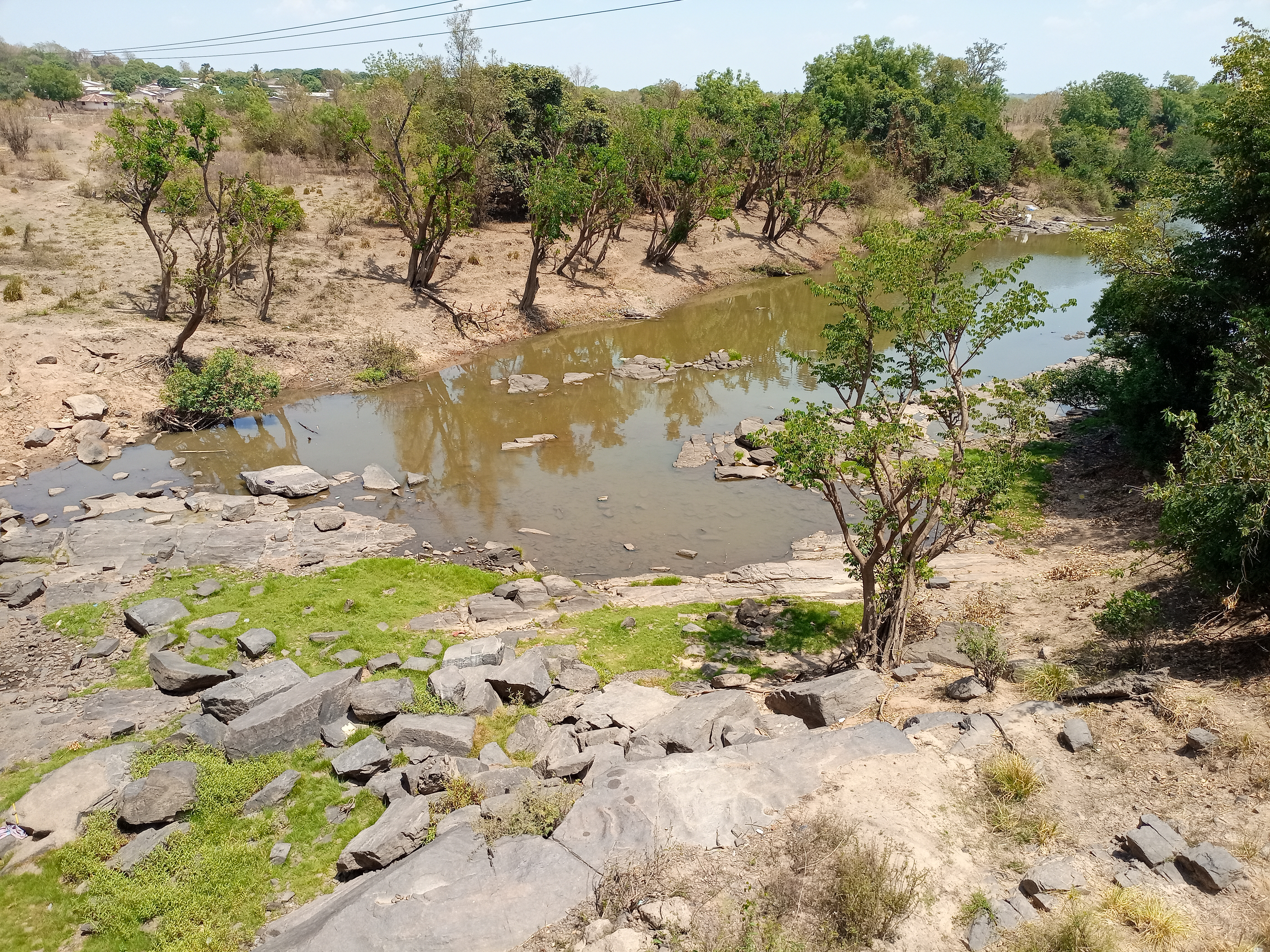
De Ouémé
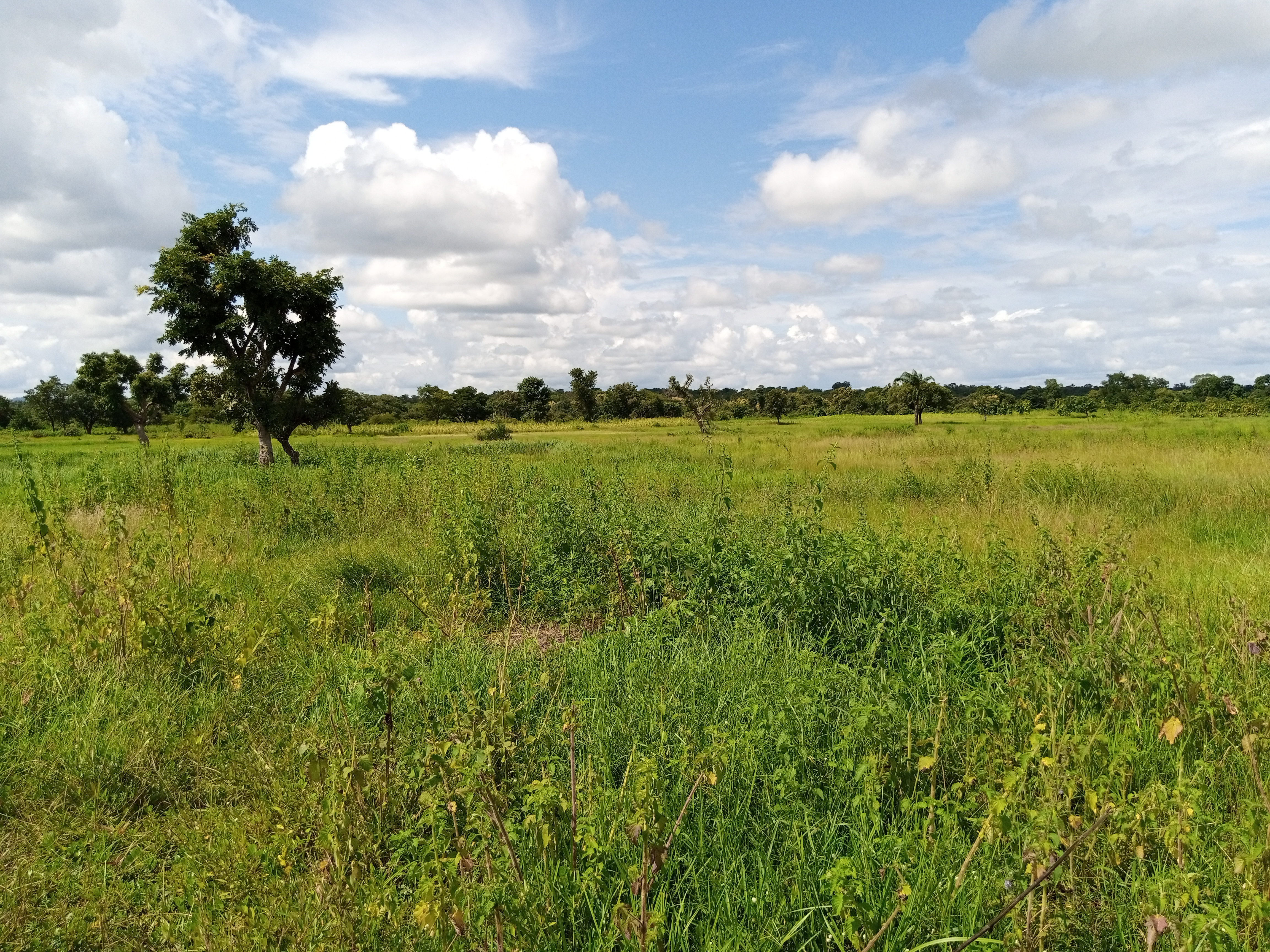
Rijstveld in Bétérou
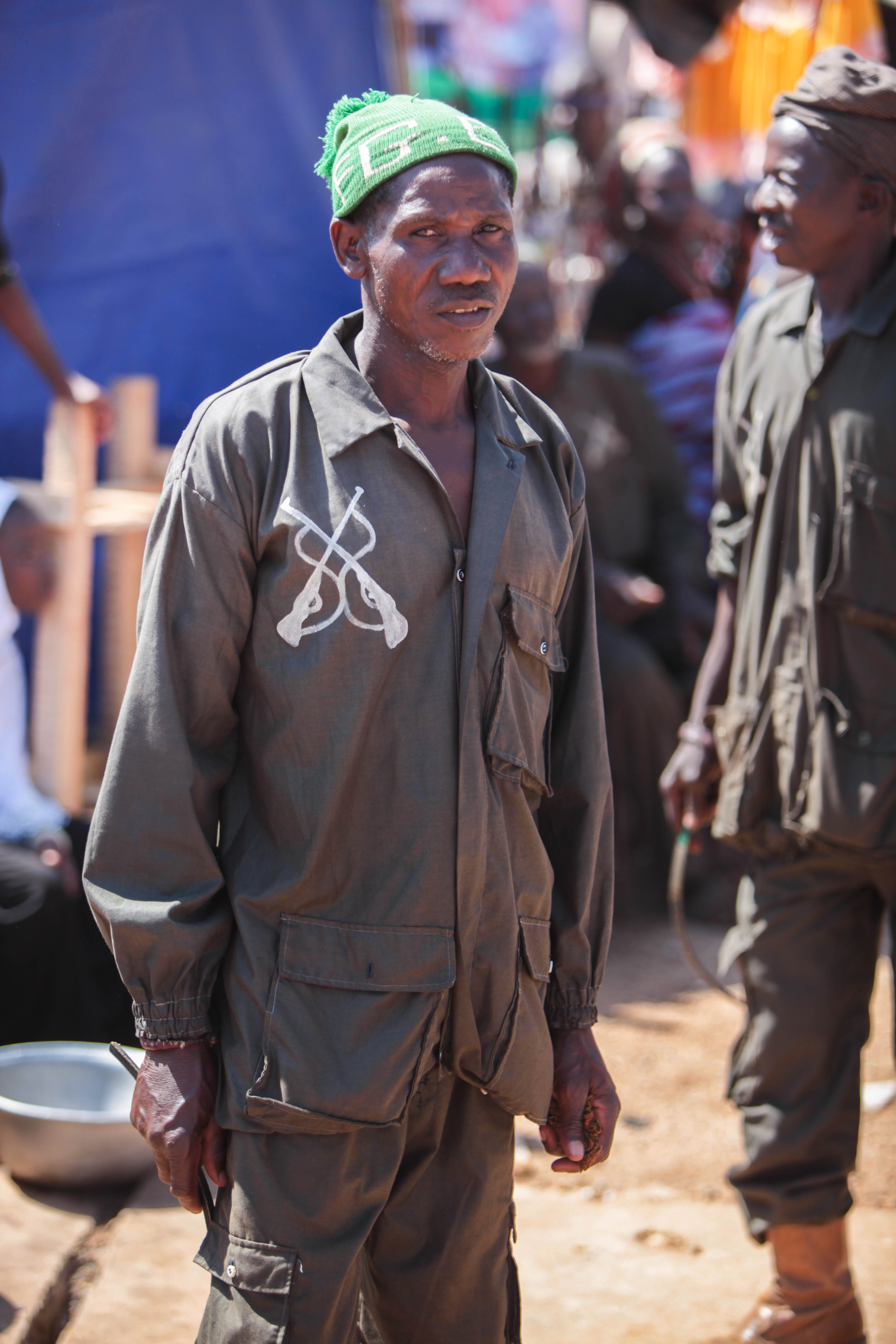
Jager in Tchaourou
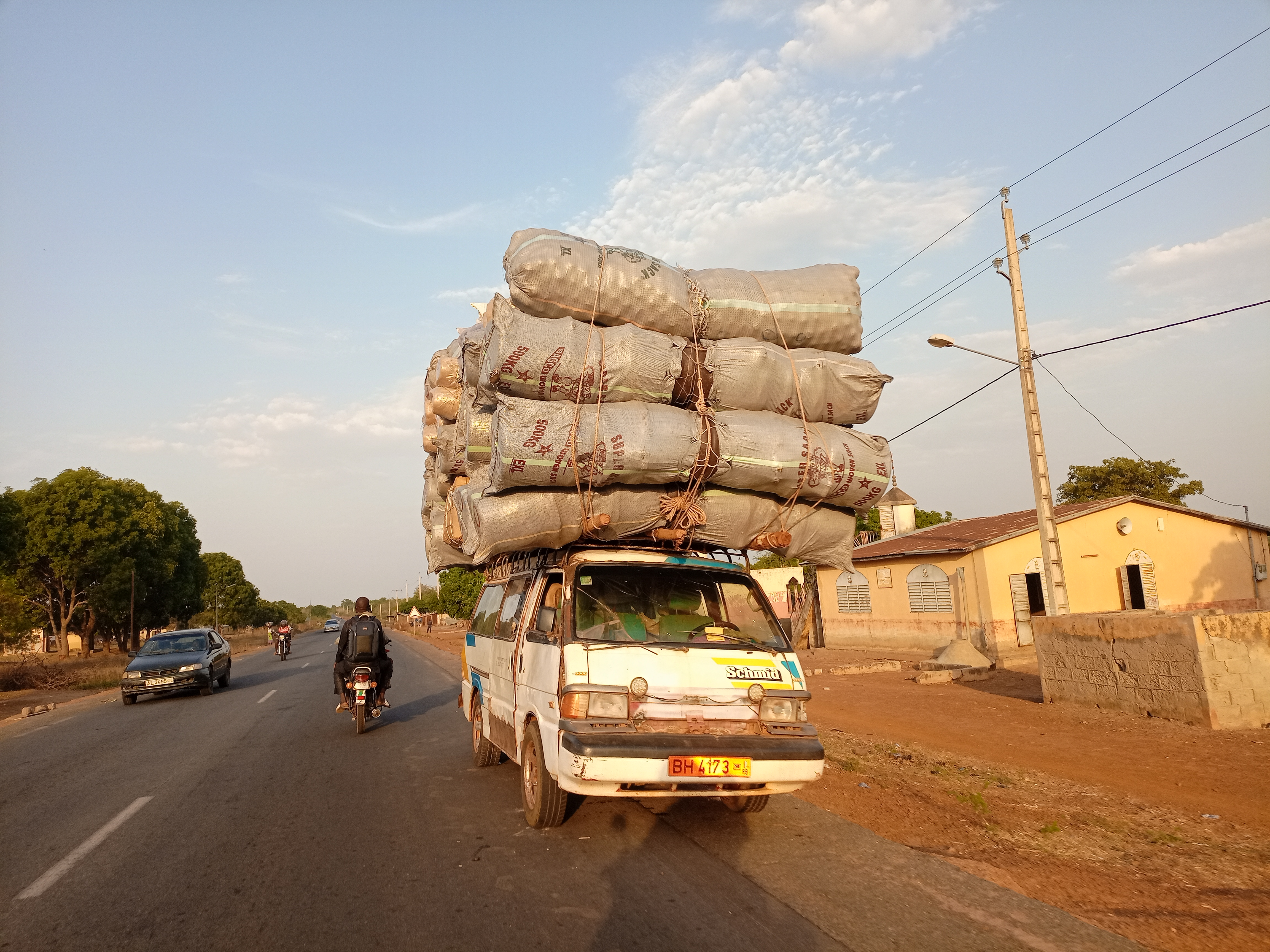
Wegtransport